# Dicranopygium globosum
Dicranopygium globosum är en enhjärtbladig växtart som beskrevs av Gunnar Wilhelm Harling. Dicranopygium globosum ingår i släktet Dicranopygium och familjen Cyclanthaceae. Inga underarter finns listade.